# هیرویوکی اوتاتانه
هیرویوکی اوتاتانه (انگلیسی: Hiroyuki Utatane؛ زادهٔ ۱۵ ژوئن ۱۹۶۶) کارگردان فیلم، تصویرگر، و مانگاکا اهل ژاپن است.